# San Pascual, Batangas
San Pascual là một đô thị cấp một ở tỉnh Batangas, Philippines. According to the 2007 census, it has a population of 57,200 người trong 9,744 hộ.

## Barangays
San Pascual, về mặt hành chính, được chia thành 29 khu phố (barangay).
| - Alalum - Antipolo - Balimbing - Banaba - Bayanan - Danglayan - Del Pilar - Gelerang Kawayan - Ilat B - Ilat South - Kaingin - Laurel - Malaking Pook - Mataas Na Lupa - Natunuan B | - Natunuan South - Padre Castillo - Palsahingin - Pila - Poblacion - Pook Ni Banal - Pook Ni Kapitan - Resplandor - Sambat - San Antonio - San Mariano - San Mateo - Santa Elena - Santo Niña |